# Yasmine Ghata
Yasmine Ghata (1975) è una scrittrice francese.

## Biografia
Yasmine Ghata è nata nel 1975 da madre libanese (la scrittrice Vénus Khoury-Ghata) e da padre franco-bulgaro (il medico e ricercatore Jean Ghata).
Ha compiuto gli studi alla Sorbona e all'École du Louvre specializzandosi in Arte islamica.
Ha esordito nella narrativa nel 2004 con il romanzo La notte dei calligrafi avente per protagonista la nonna paterna dell'autrice, l'artista Rikkat Kunt, e vincitore nel 2007 del Premio Grinzane Cavour nella categoria Giovane Autore Esordiente.
In seguito ha pubblicato altri cinque romanzi spesso ispirati a figure familiari come il padre in Concerto per mio padre e la madre in La bambina che imparò a non parlare.

## Opere

### Romanzi
- La notte dei calligrafi (La Nuit des calligraphes, 2004), Milano, Feltrinelli, 2015 traduzione di Yasmina Mélaouah ISBN 88-07-01690-7.
- Concerto per mio padre (Le Târ de mon père, 2007), Roma, Del Vecchio, 2013 traduzione di Angelo Molica Franco ISBN 978-88-6110-052-7.
- La bambina che imparò a non parlare (Muettes), Roma, Del Vecchio, 2010 traduzione di Angelo Molica Franco ISBN 978-88-6110-040-4.
- La Dernière Ligne (2013)
- J'ai longtemps eu peur de la nuit (2016)
- Le calame noir (2018)